# بسنقول
بسنقول قرية سورية تتبع ناحية محمبل في منطقة أريحا في محافظة إدلب. بلغ عدد سكانها 2,883 نسمة في عام 2004 حسب إحصاء المكتب المركزي للإحصاء.
تقع جنوب غرب مدينة إدلب.